# Concienciación

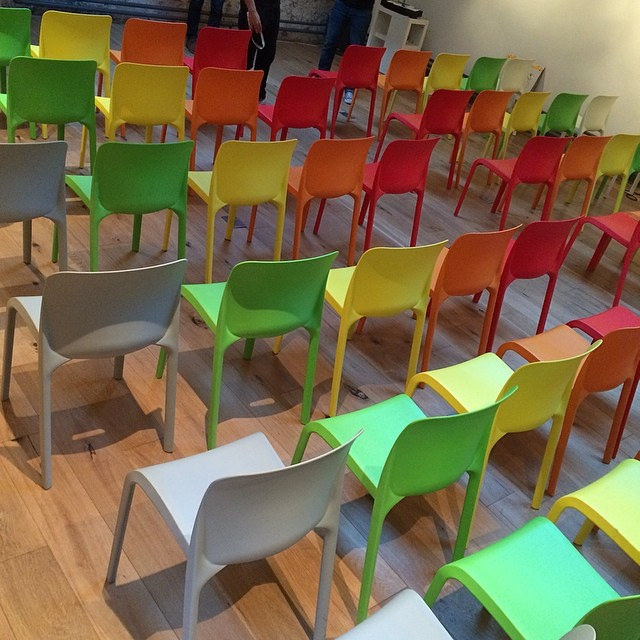
Sillas ordenadas por color. El gusto por el orden es un subrasgo de la concienciación.

La concienciación (conscientiousness) es como se ha denominadoa un rasgo de personalidad, extraído por un análisis factorial del carácter, que hace al individuo responsable (acepción 2 de la RAE, "cumplidor", no la 1, "culpable"), cuidadoso y diligente. A menudo se ha traducido conscientiousness por escrupulosidad. Pero la escrupulosidad (scrupulosity en inglés) es un trastorno psicológico de algunos individuos caracterizado por una culpa enfermiza, mientras que la concienciación, alta o baja, es un rasgo medible en todos los individuos, tanto neurotípicos (sin ningún trastorno mental) como neurodivergentes. 
La RAE define "concienciación" como «acción y efecto de concienciar o concienciarse» y da como sinónimo "concientización". No dice expresamente que sea un rasgo del carácter, como "hereditario". "Concienciación" se usa habitualmente en situaciones donde hace falta que la gente tome conciencia de un problema, como en Concienciación ambiental. Conscientiousness también se ha traducido al español por conciencia y por consciencia, pero esas palabras tienen otros significados asentados. Asimismo, se ha traducido por concienzudez y concienciosidad, palabras no recogidas por la RAE.
La concienciación, en este sentido psicológico, implica el deseo de hacer bien una tarea y tomar en serio las obligaciones hacia los demás. Las personas concienciadas tienden a ser eficientes y organizadas en contraposición a las personas tranquilas y desordenadas. Suelen mostrar autodisciplina, actuar diligentemente y apuntar al logro; muestran un comportamiento planificado en lugar de espontáneo y, en general, son fiables. La concienciación se manifiesta en comportamientos característicos como ser ordenado, sistemático, cuidadoso, minucioso y reflexivo (deliberate, que piensa detenidamente antes de actuar).
La concienciación es uno de los rasgos tanto del modelo de los cinco grandes como del modelo HEXACO de personalidad (que tiene 6). Las personas concienciadas suelen ser trabajadoras y fiables. Llevadas al extremo, pueden llegar a ser "adictas al trabajo" (trabajólicas), perfeccionistas y compulsivas en su comportamiento. Las personas que obtienen una puntuación baja en concienciación, si en cambio puntúan alto en el rasgo de cordialidad (agreeableness), tienden a ser relajadas, menos orientadas a objetivos y menos motivadas por el éxito. Con puntuaciones bajas en concienciación y en cordialidad, son más propensas a involucrarse en conductas antisociales y a cometer pequeños delitos y crímenes pasionales.

## Modelos de personalidad
La concienciación es una de las 5 dimensiones (rasgos) principales del modelo de los cinco grandes de Psicología de la personalidad (también llamado OCEAN por las iniciales en inglés de esos rasgos), a saberː apertura a la experiencia, concienciación, extroversión, amabilidad y neuroticismo. Dos de las muchas pruebas de personalidad que evalúan estos rasgos son el NEO PI-R de Costa y McCraey el NEO-IPIP de Goldberg. Según estos modelos, la concienciación es una dimensión continua de la personalidad, más que un “tipo” categórico de persona. Es decir, no hay personas concienciadas y personas no concienciadas, sino personas que en una determinada prueba de concienciación puntúan 7 (bajo), otras 20 (medio), otras 50 (alto)... En principio una persona sometida a una prueba de concienciación puede obtener cualquier puntuación entre la mínima y la máxima.
En el marco NEO se han atribuido 6 facetas (subrasgos) a la concienciación: competencia (en la acepción de pericia) gusto por el orden, responsabilidad, necesidad de logro (achievement striving), autodisciplina y cautela (deliberation, en el sentido de ser cauteloso, precavido, reflexivo, pensar antes de actuar). Otros modelos sugieren un conjunto más pequeño donde solo 2 "aspectos" (el orden y la laboriosidad) forman un nivel intermedio de las características de la personalidad. El gusto por el orden se asocia con el deseo de mantener las cosas organizadas, y la laboriosidad, con la productividad y la ética laboral .
Los rasgos del modelo de los cinco grandes muestran cierta correlación en lo tocante a la concienciaciónː quienes puntúan alto en ella también lo hacen en cordialidad, mientras que puntúan bajo en extraversión, apertura a la experiencia y neuroticismo.
La concienciación también aparece en otros modelos de personalidad, como el Inventario de temperamento y carácter de Cloninger, en el que se relaciona tanto con la autodirección como con la persistencia.Los rasgos de consciencia de las reglas y perfeccionismo están incluidos en el modelo 16 PF de Cattell (PFː factores de la personalidad por sus siglas en inglés). La concienciación se correlaciona negativamente con la búsqueda impulsiva de sensaciones en el modelo de los cinco factores alternativos de la personalidad de Zuckerman.
Los rasgos asociados con la concienciación se evalúan frecuentemente mediante cuestionarios de integridad(en el sentido de honradez personal, no en el matemático) autorrellenados (autoinformes) que diversas corporaciones realizan a los posibles empleados.

## Origen
Adjetivos como "fiable", "perseverante" y "trabajador" describen aspectos del carácter de una persona que pueden ser deseables para su empleador. Como antes se creía que la concienciación era una evaluación moral (las buenas personas puntuarían alto en concienciación, y las malas, bajo), se la pasó por alto como rasgo psicológico. Pero posteriormente la realidad de las diferencias individuales en lo que se refiere a concienciación quedó claramente establecida mediante estudios donde varios observadores calificaban la concienciación de la misma persona y se veía que estaban de acuerdo. 
Si bien se podría pensar que una persona, al rellenar un autoinforme sobre su concienciación, podría mentir, y por tanto no ser este un método válido para evaluar el rasgo, las valoraciones de pares (individuos que conocen a la persona evaluada) y de expertos confirman estos autoinformes. Además, tanto los autoinformes como las valoraciones de los observadores sobre la concienciación predicen resultados de la vida real, como el rendimiento académico.
Durante la mayor parte del siglo XX, los psicólogos creían que los rasgos de personalidad podían dividirse en dos categorías: temperamento y carácter. Se pensaba que los rasgos de temperamento tenían una base biológica, mientras que los de carácter se aprendían durante la infancia o a lo largo de la vida. Con la llegada del modelo de los cinco grandes, los genetistas del comportamiento comenzaron a realizar estudios sistemáticos de toda la gama de rasgos de personalidad y pronto quedó claro que estos 5 factores son sustancialmente hereditarios. Los gemelos idénticos mostraron rasgos de personalidad muy similares, incluso cuando habían sido separados al nacer y criados aparte, tanto para los rasgos de carácter como para los de temperamento (lo que indica que esta distinción no está fundamentada). Los padres y el entorno social de la persona influyen en las formas en que se expresa su concienciación, pero aparentemente no influyen en su nivel. 

## Medición
El nivel de concienciación de una persona generalmente se evalúa utilizando autoinformes, aunque también se pueden utilizar informes de los compañeros de esa persona y observaciones de terceros. Las medidas del autoinforme son, o bien léxicas,o bien basadas en afirmaciones. La decisión sobre qué tipo de medida utilizar en una investigación depende una evaluación de las propiedades psicométricas y las limitaciones de tiempo y espacio.

### Medidas léxicas
Las medidas léxicas utilizan adjetivos que reflejan características de las personas concienciadas, como "ordenado" o "sistemático", y son muy eficientes en términos de espacio y tiempo para fines de investigación. Goldbergdesarrolló una medida de 20 palabras como parte de sus marcadores Big Five de 100 palabras. Saucier  desarrolló una medida más breve de 8 palabras como parte de sus minimarcadores de 40 palabras. Thompson revisó estas medidas para desarrollar los Minimarcadores Internacionales de Inglés, que tienen una validez y fiabilidad superiores en poblaciones tanto dentro como fuera de América del Norte. Los cálculos experimentales de fiabilidad de la consistencia interna de estos marcadores para la medida de la concienciación en hablantes nativos de inglés arrojan una cifra de 0,90, mientras que para los hablantes no nativos de inglés es de 0,86.

### Afirmaciones
Las medidas basadas en afirmaciones (statements) tienden a utilizar más palabras que las medidas léxicas, por lo que consumen más espacio en el instrumento de investigación y más tiempo del encuestado para completarlas. Se pregunta a los encuestados hasta qué punto, por ejemplo, se olvidan a menudo de poner las cosas en su lugar o tienen cuidado de no cometer errores. Algunas medidas de conciencia basadas en enunciados tienen propiedades psicométricas igualmente aceptables en poblaciones norteamericanas que las medidas léxicas, pero su desarrollo generalmente émico las hace menos adecuadas para su uso en otras poblaciones. Por ejemplo, afirmaciones en inglés coloquial norteamericano como «A menudo me olvido de poner las cosas en su lugar apropiado» o «Tengo cuidado de evitar cometer errores» pueden ser difíciles de entender para quienes no son hablantes nativos de inglés, lo que sugiere que las medidas validadas internacionalmente podrían ser más apropiadas para las investigaciones realizadas con personas que no son norteamericanas.

## Comportamiento

### Desarrollo
Actualmente se sabe poco sobre la concienciación en los niños pequeños porque los autoinformes que se suelen utilizar para evaluarla no son apropiados para ese grupo de edad. Es probable que existan diferencias individuales en este factor a una edad temprana. Se sabe, por ejemplo, que algunos niños padecen trastorno por déficit de atención con hiperactividad, que se caracteriza en parte por falta de concentración, organización y persistencia. Estudios longitudinales y transversales sugieren que la concienciación es relativamente baja entre los adolescentes, pero aumenta entre los 18 y los 30 años de edad. La concienciación generalmente aumenta con la edad, entre los 21 y los 60 años, aunque el ritmo de aumento es lento.
Las diferencias individuales presentan una fuerte tendencia a conservarseː si una persona cuidadosa, ordenada y escrupulosa de 30 años vive otros 50, a los 80 probablemente seguirá siendo cuidadosa, ordenada y escrupulosa.

### Vida diaria
Las personas que puntúan alto en concienciación tienden a ser más organizadas y menos desordenadas en sus hogares y lugares de trabajo. Por ejemplo, sus libros tienden a estar ordenados alfabéticamente en estantes, o categorizados por tema, en vez de encontrarse dispersos por la habitación. Su ropa tiende a estar doblada y ordenada en cajones o armarios en lugar de por el suelo. Llevar una agenda personal y hacer listas de tareas también son indicios de concienciación. Sus casas tienden estar mejor iluminadas que las de las personas que puntúan bajo en este rasgo.

### Rendimiento académico y laboral
La concienciación se correlaciona positivamente con el rendimiento académico en los estudiantes y el desempeño laboral en trabajadores y directivos.Los bajos niveles de concienciación están fuertemente asociados con la procrastinación.La concienciación tiene una correlación positiva moderada a grande con el desempeño en el lugar de trabajo,y, en contraste, después de tener en cuenta el factor g de inteligencia, los otros 4 grandes rasgos de personalidad no ayudan a predecir el éxito profesional.
Los empleados concienciados son generalmente más fiables y trabajadores, y están más motivados. Tienen menores tasas de absentismo y de conductas laborales contraproducentes como robar y pelear con otros empleados. Además, la concienciación es el rasgo de personalidad que más se correlaciona con el desempeño en todas las categorías de trabajo.
La amabilidad y la estabilidad emocional también pueden ser importantes, especialmente en trabajos que implican una cantidad significativa de interacción social. De todos los tipos de gerentes/líderes, los altos ejecutivos muestran el nivel más bajo de seguimiento de reglas, una faceta (subrasgo) de la concienciación. La concienciación no siempre está relacionada positivamente con el desempeño laboral ; a veces ocurre lo contrario. Una excesiva concienciación puede llevar a una persona a tardar demasiado en tomar decisiones urgentes, a estar demasiado apegada a las reglas y a carecer de innovación.

### Bienestar subjetivo
Un metaanálisis de 2008 descubrió que la concienciación tiene una relación positiva con el bienestar subjetivo, particularmente con la satisfacción con la vida. Las personas con una puntuación alta en concienciación tienden a ser más felices con sus vidas que quienes puntúan bajo.
Aunque la concienciación generalmente se considera un rasgo positivo, las investigaciones sugieren que en algunas situaciones puede ser perjudicial para el bienestar. En un estudio prospectivo de 9 570 personas durante 4 años, las personas muy concienciadas sufrían más del doble si se quedaban sin empleo. Los autores sugirieron que esto puede deberse a que las personas concienciadas hacen diferentes atribuciones sobre por qué perdieron su trabajo o a que experimentan reacciones más fuertes después del fracaso. Este hallazgo es coherente con los planteamientos que no consideran ningún rasgo intrínsecamente positivo o negativo, sino que más bien las consecuencias del rasgo dependen de la situación y de los objetivos y motivaciones concomitantes.

### Concienciación y conductas
Las personas que puntúan bajo en concienciación tienen mayores probabilidades de conducta antisocial, delitos menores, crimen pasional,desempleo y sinhogarismo. La baja concienciación y la baja cordialidad conjuntadas también se asocian con trastornos por consumo de sustancias. Las personas con baja concienciación tienen dificultades para ahorrar dinero y sus prácticas crediticias arriesgadas las hacen caer presa de préstamos de alto riesgo y abusivos con más frecuencia que las personas concienciadas. Una alta concienciación se asocia con una planificación más cuidadosa al ir de compras y una menor compra impulsiva de artículos innecesarios. Si bien la concienciación generalmente está vinculada a un menor nivel de comportamiento antisocial, no necesariamente es así, y la concienciación no siempre está correlacionada negativamente con la criminalidadː se ha demostrado que está correlacionada positivamente con el comportamiento delictivo premeditado empresarial y de cuello blanco.

### Salud y longevidad
Según un estudio de varias décadas iniciado en 1921 por el psicólogo Lewis Terman sobre más de 1 500 adolescentes superdotados de California, «el predictor más fuerte de una larga vida era la concienciación».Conductas específicas asociadas con una baja concienciación pueden explicar su influencia en la longevidad. La baja concienciación predice 9 comportamientos diferentes que se encuentran entre las principales causas de mortalidadː consumo de alcohol, trastornos alimentarios (incluida la obesidad), consumo de drogas, falta de ejercicio, conducta sexual riesgosa, conducción temeraria, consumo de tabaco, violencia y suicidio. 
Pueden observarse 2 aspectos en la concienciaciónː la “convencionalidad” (conventionality, comportarse según las convenciones sociales) y el control de impulsos. Que una persona siga comportamientos beneficiosos para su salud está fuertemente correlacionado con su convencionalidad. Al parecer, las normas sociales influyen en muchos comportamientos relevantes para la salud, como dieta saludable, ejercicio, no fumar y el consumo moderado de alcohol, y las personas muy concienciadas son las que se adhieren más firmemente a estas normas.
La concienciación está relacionada positivamente con comportamientos beneficiosos para la salud, como las visitas regulares al médico, la revisión del detector de humo y la adherencia (medicina) a los regímenes de medicación. Este tipo de comportamiento puede proteger mejor la salud y prevenir enfermedades. Los únicos beneficios conocidos para la salud de una baja concienciación son la relajación y la reducción de la ansiedad.

### Efectos en las relaciones
La calidad de una relación de pareja está asociada positivamente con los niveles de concienciación de sus miembros. Las personas muy concienciadas tienen menos probabilidades de divorciarse por culpa propia. La alta concienciación se asocia con menor probabilidad de comportamiento asociado con el divorcio por culpa, como aventuras extramatrimoniales, violencia doméstica y abuso del alcohol. Las conductas concienciadas pueden tener una influencia directa en la calidad de la relación, ya que las personas con baja concienciación son menos responsables, menos receptivas a sus parejas, más desdeñosas y menos propensas a contener comentarios ofensivos. Las personas más concienciadas gestionan mejor los conflictos y tienden a provocar menos desacuerdos, tal vez porque suscitan menos críticas debido a su comportamiento controlado y responsable. La concienciación elevada favorece el estilo integrador de manejo de conflictos y hace menos probable el evitativo.

### Inteligencia
En el rasgo de concienciación se han postulado distintos subcomponentes, entre los que se incluyen dos ramas principalesː el gusto por el orden (orderliness) y la laboriosidad (industriousness). El conjunto más amplio de metaanálisis descubrió que estas ramas de la concienciación tienen conexiones dispares con las habilidades intelectuales (capacidades cognitivas). El gusto por el orden se correlaciona negativamente, por ejemplo, con la capacidad de razonamiento fluido, el conocimiento matemático, el conocimiento léxico y el conocimiento científico. Por su parte, la laboriosidad muestra correlaciones sorprendentemente positivas con múltiples capacidades, como el factor g de inteligencia, la memoria, la velocidad de procesamiento y el conocimiento.
Algunos estudios previos en muestras seleccionadas (como candidatos a un puesto de trabajoo estudiantes universitarios) han encontrado correlaciones negativas entre la concienciación y la inteligencia. Una posible explicación es que estas correlaciones negativas podrían crearse artificialmente mediante la selección de la muestra. Por ejemplo, con estudiantes que tienen un nivel bajo en un rasgo y alto en el otro (relación negativa) se usa el más fuerte para compensar y pasar la selección, mientras que los estudiantes que tienen un nivel bajo en ambos (relación positiva) son eliminados por la selección.

### Actitudes políticas
La concienciación se correlaciona con actitudes políticas conservadoras.
Debido a que la concienciación está relacionada positivamente con el rendimiento laboral,se ha demostrado que los trabajadores de servicios conservadores obtienen calificaciones, evaluaciones y propinas más altas que sus compañeros progresistas.
Aunque el autoritarismo de derechas es uno de los predictores más poderosos del prejuicio, un metaanálisis a gran escala encontró que la concienciación en sí misma no está correlacionada con el prejuicio general.La rebelión contra el control está correlacionada negativa y significativamente con la concienciación.
Por lo tanto, la concienciación se asocia únicamente con el cumplimiento de las normas, la obediencia y la integridad, no necesariamente con el autoritarismo de derechas, que, en las personas que lo presentan, parece también asociado a una baja cordialidad.

### Creatividad
Varios subrasgos de la concienciación —gusto por el orden (orderliness), cumplimiento del deber (dutifulness) y reflexividad (deliberation)— se correlacionan negativamente con la creatividad, mientras que los subrasgos de laboriosidad, gusto por el logro y autodisciplina) se correlacionan positivamente. Las personas que obtienen una puntuación alta en el subrasgo de gusto por el orden muestran un comportamiento menos innovador, especialmente si esto va acompañado de baja laboriosidad. Los grupos con solo miembros concienciados tienen dificultades para resolver problemas abiertos. Esta "concienciación de grupo" incide negativamente en el desempeño de tareas creativas.

### Adaptabilidad
Un estudio de 2006 descubrió que quienes obtienen una puntuación baja en concienciación toman mejores decisiones después de cambios imprevistos en el contexto de una tarea. En concreto, los subrasgos de gusto por el orden, obediencia y reflexividad se correlacionaron negativamente con la calidad de la toma de decisiones. Esto no ocurrió con los subrasgos de competencia, orientación al logro y autodisciplina.

### Religiosidad
La religiosidad general se correlacionó principalmente con cordialidad y concienciación altas entre los 5 grandes rasgos.

## Geografía

### Estados Unidos
Los niveles promedio de concienciación varían según el estado en los Estados Unidos. Las personas que viven en la parte central, incluidos los estados de Kansas, Nebraska, Oklahoma y Missouri, en promedio tienen puntuaciones más altas que las personas que viven en otras regiones. Las personas en los estados del suroeste de Nuevo México, Utah y Arizona también tienen puntuaciones promedio relativamente altas en materia de concienciación. Entre los estados del este, Florida es el único que se sitúa entre los 10 primeros en este rasgo de personalidad. Los 4 estados con las menores promedios de concienciación en promedio fueron, en orden descendente, Rhode Island, Hawaii, Maine y Alaska.

### Gran Bretaña
Una encuesta a gran escala realizada entre residentes de Gran Bretaña descubrió que los niveles promedio de los 5 grandes factores de la personalidad, incluida la concienciación, varían entre los distritos regionales de Inglaterra, Gales y Escocia. Se encontraron altos niveles de concienciación en gran parte del sur de Inglaterra, en áreas dispersas de las Midlands y en la mayor parte de las Tierras Altas de Escocia. Se observaron bajos niveles de concienciación en Londres, Gales y partes del norte de Inglaterra. Los niveles medios más elevados de concienciación regional se correlacionaron positivamente con el voto al Partido Conservador (Reino Unido), y negativamente con el voto al Partido Laborista (Reino Unido) en las elecciones de 2005 y 2010, y también se correlacionaron con una mayor proporción personas casadas, una mayor esperanza de vida para hombres y mujeres, menos problemas de salud a largo plazo y menor mortalidad por accidente cerebrovascular, cáncer y enfermedades cardíacas. Una mayor concienciación regional también se correlacionó con un ingreso anual medio más bajo en 2011.